# 元音和谐律
元音和諧律（英語：Vowel harmony），又稱元音調和，音韻學術語，是指一個詞語的詞頭或詞尾的元音必須跟該詞的詞幹或词根的元音在某程度上達成一致的現象。常見於黏着語。

## 特點
元音和諧的過程是長距離的，被同化元音前面必定被一些音段（通常是輔音）阻隔。換句話說，被同化元音和前面那個同化它的元音並非連在一起的。
| 同化前    |   | 同化後    |                                            |
| VaCVbCVbC | → | VaCVaCVaC | (Va = 元音類型A，Vb = 元音類型B，C = 輔音) |
如上圖所見，Va （元音類型A）導致後面的 Vb （元音類型B）被同化成相同類型的元音，因此變得「和諧」。

## 語言
有元音和諧律的語言相當多，在非洲、歐洲、亞洲、大洋洲、美洲的各大語系或孤立語言中都能找到，包括：

### 尼日-剛果語系
- 霍菲語
- 紹納語
- 契維語
- 伊博語
- 馬里拉語
- 塞索托語
- 北索托語
- 茨瓦納語
- 林格拉語
- 卡拉嘎迪語
- 烏爾霍博語

### 尼羅-撒哈拉語系
- 尼羅語支

### 亞非語系
- 乍得語族
- 索馬里語
- 新阿拉姆語
- 伊拉克阿拉伯語
- 巴勒斯坦阿拉伯語

### 印歐語系
- 阿薩姆語
- 孟加拉語
- 加利西亞語[1]
- 華倫西亞語[2]
- 加泰羅尼亞語[2]
- 莫夕亞西班牙語[2]
- 東安達盧西亞西班牙語[2]
- 阿斯圖里亞斯-萊昂語支[1]
- 低地蘇格蘭語布坎方言[3]
- 幾種瑞士意大利語方言[4]

### 烏拉爾語系
- 馬里語
- 曼西語
- 漢特語
- 馬扎爾語
- 芬蘭語支（除了立窩尼亞語和標準愛沙尼亞語外）
- 埃尔齐亚语
- 恩加納桑語

### 北高加索語系
- 巴斯達語

### 突厥語系
突厥语系词汇自从突厥文时期就可按元辅音和谐可分两类，用今天的语言说：今阴性和谐（羅馬化：Čımčak oduruglug，羅馬化：ǰımžak tabıštar）的配前元音及牙辅音，今阳性和谐（羅馬化：Kadıg oduruglug，羅馬化：katu tabıštar）的配后元音及小舌辅音。

### 達羅毗荼語系
- 泰盧固語

### 漢藏語系
- 藏語
- 北羌語

### 南島語系
- 杜順語

### 澳大利亞原住民語言
- 金古魯語
- 瓦爾皮利語

### 阿爾吉克語系
- 尤洛克語

### 一些未分類的美洲原住民語言
- 庫桑語
- 約庫特語
- 烏提亞語
- 塔克爾瑪語
- 內茲珀斯語

## 例子

### 尼日-剛果語系

#### 契維語
契維語有兩套元音和諧存在，分別如下：
- 在高度非中央的「緊」元音/a̘/、/i̘/和/u̘/前方的「鬆」元音會變成「緊」元音，每個「緊」元音和「鬆」元音之間的對照關係如下：
- 另外在「鬆」元音/e/、/a/和/o/的後方，「緊」元音/e̘/和/o̘/會分別變成高的「鬆」元音/i/和/u/，但上述的前一條規則優先使用。

| +ATR（「緊」元音） | /i̘/ [i] (寫作i)   | /e̘/ [e] (寫作e) | /a̘/ [æ] (寫作a) | /o̘/ [o] (寫作o) | /u̘/ [u]（寫作u）   |
| -ATR（「鬆」元音） | /i/ [ɪ~e] (寫作e) | /e/ [ɛ] (寫作ɛ) | /a/ [ɑ] (寫作a) | /o/ [ɔ] (寫作ɔ) | /u/ [ʊ~o]（寫作o） |

### 烏拉爾語系
芬兰-乌戈尔语族中的两种主要语言，芬兰语和匈牙利语的元音和諧是根据元音的发音部位的前后来进行的。换句话说，词缀中的元音一定要与词根中的起支配作用的元音在发音部位上保持一致。下面具体看一下芬兰语和匈牙利语中的情况。

#### 芬兰语

芬蘭語的元音和諧說明圖

- 芬兰语中的词缀至多有两种形式，即或包含前元音或包含后元音。例如：-ssa/-ssä, -lla/-llä, -na/-nä。
- 在芬兰语中，原则上前元音和后元音不可以出现在同一个词中，但中性元音可以和任何元音共存。但会有一些派生方面的例外，比如说minkälainen，属于前元音的ä就与后元音a共存了。但是当我们给一个词添加格缀的时候，元音和谐的原则是严格的，例如，isä（父亲）和isällä，katu（路）和kadulla。
- 中性元音在词根中不起支配作用，如果一个词中有后元音又有中性元音，则词缀中的元音应为后元音。例如ovi (门) ovea（门/部分格）。如果一个词中有前元音又有中性元音，则词缀中的元音应为前元音。例如elämä（生活）和elämässä（生活中）。如果词根中只有中性元音，词缀中的元音应为前元音，例如Helsinki（赫尔辛基）和Helsingissä（在赫尔辛基）。

| 前元音   |
| 中性元音 |
| 后元音   |

#### 馬扎爾語

##### 元音種類
和芬蘭語一樣，馬扎爾語的元音也有分前、中、後，只是比較複雜。基本原則是：有後元音的詞語接後元音詞尾（例如karba，臂中），沒有後元音的話則接前元音詞尾（例如kézbe，手中）。若只有一個中性元音i、í、é的話則不定，但e必須接前元音詞尾。
| 前 | e | é | i | í | ö | ő | ü | ű |
| 後 | a | á | - | - | o | ó | u | ú |

##### 中性元音的表現
非圓唇元音可以跟後元音（例如répa，蘿蔔；kocsi，車）或圓唇前元音（例如tető，屋頂；tündér仙子）放在一起，但圓唇前元音和後元音只有在外來語才可以放在一起（例如sofőr = chauffeur，法語的司機）。基本原則是：詞語有最少一個後元音的話接後元音詞尾，（例如répá-ban，蘿蔔中；kocsi-ban，車裡），沒後元音的話一般都是接前元音詞尾，除非詞語中只有元音i或í，則沒一般規則（例如liszt-et，麵粉；hid-at，橋）。
|          |                 | 开 | 中 | 闭 |
| 后（低） |                 |    |    |    |
| 前（高） | 非圓唇 （中性） |    |    |    |
| 前（高） | 圓唇            |    |    |    |

還有其他規則值得留意：
- 複合詞的詞尾根據後面的詞語而家，例如：ártér（氾濫平原）是由ár + tér組成，而tér有前元音é，所以放在有後元音á的ár後面組成複合詞ártér的時候可以如同tér作為獨立詞語一樣接前元音詞尾（例如tér-en、ártér-en）
- 如果詞語明顯是外來語，只計最後一個元音（如果不是i或í）：sofőrhöz、nüanszszal、generálás、októberben、parlamentben、szoftverrel
  - 如果外來語中有兩個以上的元音，而最後一個元音是i或í的話則根據i或í前面的元音來接詞尾，例如：papír-hoz, Rashid-dal。如果外來語只有元音i或í的話則接前元音詞尾，例如：Mitch-nek。
  - 有些非馬扎爾語的地名根本沒元音，例如克羅地亞的Krk島，這種情況則接前元音詞尾（例如Krk-re，去Krk）
- 縮寫計最後一個元音，例如：HR（讀作há-er），因為最後一個元音是前元音所以要接前元音詞尾（HR-rel，與HR）
- 某些有元音i、í、é的單音節馬扎爾詞彙則嚴守前元音詞尾法則，而（gép-re、mély-ről、viz-et、hír-ek），某些則只接後元音詞尾（héj-ak，szíj-ról、nyil-at、zsír-ban、ír-ás）
- 某些已融入馬扎爾語詞彙中，而第一個元音是後元音，最後一個元音是前元音的外來語則前後元音詞尾都可：farmer-ban或farmer-ben

##### 不同形式的詞尾
馬扎爾語的詞尾共分為四型：
- 第一型：可以接上含有任何元音的詞語（例如-kor）
- 第二型：必須依照前元音或後元音而改變（例如-ban/-ben）
- 第三型：有一個後元音型和兩個前元音型；一個接最後一個元音為圓唇前元音的詞語，一個是接最後一個元音為非圓唇前元音的詞語（例如-hoz/-hez/-höz)
- 第四型：有兩個後元音型和兩個前元音型（例如-ot/-at/-et/-öt，如果最後一個音是元音的話可只加-t）

|    |                 |                             | -kor （當、指示時間）                                            | -ban/-ben （在）                        | -hoz/-hez/-höz （去）    | -ot/-at/-et/-öt （賓格） |
| -- | --------------- | --------------------------- | ---------------------------------------------------------------- | --------------------------------------- | ------------------------ | ------------------------ |
| 後 | （規則詞幹）    | hat (6)                     | hatkor nyolckor háromkor egykor négykor kilenckor ötkor kettőkor | hatban nyolcban háromban                | hathoz nyolchoz háromhoz | hatot                    |
| 後 | （低元音詞幹）  | nyolc (8) három (3)         | hatkor nyolckor háromkor egykor négykor kilenckor ötkor kettőkor | hatban nyolcban háromban                | hathoz nyolchoz háromhoz | nyolcat hármat           |
| 前 | 非圓唇 （中性） | egy (1) négy (4) kilenc (9) | hatkor nyolckor háromkor egykor négykor kilenckor ötkor kettőkor | egyben négyben kilencben ötben kettőben | egyhez négyhez kilenchez | egyet négyet kilencet    |
| 前 | 圓唇            | öt (5) kettő (2)            | hatkor nyolckor háromkor egykor négykor kilenckor ötkor kettőkor | egyben négyben kilencben ötben kettőben | öthöz kettőhöz           | öt kettőt                |

### 突厥語系

#### 土耳其語
土耳其語沒有中性元音，前元音和後元音一般不可以出現在同一個詞中，在添加派生或屈折詞尾的時候需要採用相應的和諧元音詞尾。詞尾和諧有二分（-e/-a）與四分（-i/-ı/-ü/-u）兩種。然而，此和諧律不為一些借詞和某些固有詞所遵守，有些固有的詞尾也是不變形的。
在土耳其語中，前元音和後元音分別被稱為「小元音（ince ünlü）」和「大元音（kalın ünlü）」。
| 土耳其語的元音和諧 | 前     | 前     | 前    | 前    | 後     | 後     | 後    | 後    |
| 土耳其語的元音和諧 | 非圓唇 | 非圓唇 | 圓唇  | 圓唇  | 非圓唇 | 非圓唇 | 圓唇  | 圓唇  |
| ------------------ | ------ | ------ | ----- | ----- | ------ | ------ | ----- | ----- |
| 元音               | e /e/  | i /i/  | ö /ø/ | ü /y/ | a /ɑ/  | ı /ɯ/  | o /o/ | u /u/ |
| 簡單               | e      | e      | e     | e     | a      | a      | a     | a     |
| 複雜               | i      | i      | ü     | ü     | ı      | ı      | u     | u     |

##### 前後元音
土耳其語的元音分前後兩種，但兩者不能共存，因此大部份詞尾都是跟著前面的元音，例如Türkiye-de（在土耳其）詞幹和詞尾都是前元音，但像Almanya-da（在德國）則是後元音。
| 主格單數 | 屬格單數 | 主格眾數 | 屬格眾數 | 注釋 |
| -------- | -------- | -------- | -------- | ---- |
| ip       | ipin     | ipler    | iplerin  | 繩   |
| el       | elin     | eller    | ellerin  | 手   |
| kız      | kızın    | kızlar   | kızların | 女   |

### 蒙古語
| 陰性元音 | （/e/） | （/ö/） | （/ü/） |
| 陽性元音 | （/a/） | （/o/） | （/u/） |
| 中性元音 | （/i/） |         |         |

### 楚科奇-堪察加语系

#### 楚科奇语
任何詞語只要加上一個中性元音/ə/，即可和任何母音共存中；另外該注意的是，雖然/e/同時出現在陰性元音和陽性元音處，但/e/並非中性元音，因為它是會隨著不同的狀況而改變的。
| 陰性 | /i/ | /u/ | /e/ |
| 陽性 | /e/ | /o/ | /a/ |

### 韓語
韓語的元音可以分為陽性、陰性及中性三類。在15世紀以前的韓語（例如：訓民正音）是嚴格遵守元音和谐律的。到了朝鮮後期，就變成了以ㅡ為首的各種元音，元音和諧就此破壞掉了。
在現代韓語裡，除了擬聲詞、強調詞及謂語的語幹還遵守元音和諧定律以外，在其他情況已沒有那麼嚴格遵從。另外，在複元音的構成方面，過往的元音和諧法則依然遵守。
由於過往韓語曾出現嚴格的元音和諧現象，有學者因此而主張韓語是「阿爾泰語系」一員，然而元音和諧全世界都有，而且其他被歸類為「阿爾泰語系」的語言皆無元音o, u對立現象，即使如滿語此類元音和諧萎縮的語言皆無此現象，故此說之立足點非常不足。
| 15世紀的韓語 | 15世紀的韓語 | 15世紀的韓語 | 15世紀的韓語 | 15世紀的韓語 | 15世紀的韓語 |
| ------------ | ------------ | ------------ | ------------ | ------------ | ------------ |
| 陽性         | （a）        | （ya）       | （o）        | （yo）       |              |
| 陰性         | （eo）       | （yeo）      | （u）        | （yu）       | （eu）       |
| 中性         | （i）        |              |              |              |              |
| 現代韓語     |              |              |              |              |              |
| 陽性         | ㅏ           | ㅑ           | ㅗ           | ㅛ           |              |
| 陰性         | ㅓ           | ㅕ           | ㅜ           | ㅠ           |              |
| 中性         | ㅡ           | ㅣ           |              |              |              |

## 參看
- 介音和諧說
- 元音鬆緊對立
- 輔音和諧律（Consonant harmony）
- 詞內元音音變(Metaphony)
- 日耳曼元音音變(Germanic umlaut)
- 元音音變(umlaut/I-mutation/I-突變)

## 外部連結
- HungarianReference.com: section on vowel harmony in Hungarian （页面存档备份，存于） -  Hungarian grammar guide.